# Athyreus peckorum
Athyreus peckorum es una especie de coleóptero de la familia Geotrupidae.

## Distribución geográfica
Habita en Venezuela.